# Episodi di Investigatore offresi (settima stagione)
La settima stagione della serie televisiva Investigatore offresi è stata trasmessa in anteprima nel Regno Unito dalla Independent Television tra il 6 gennaio 1975 e il 7 aprile 1975.
| nº | Titolo originale               | Titolo italiano | Prima TV UK      | Prima TV Italia |
| -- | ------------------------------ | --------------- | ---------------- | --------------- |
| 1  | Nobody Wants to Know           |                 | 6 gennaio 1975   |                 |
| 2  | How About a Cup of Tea?        |                 | 13 gennaio 1975  |                 |
| 3  | How About It, Frank?           |                 | 20 gennaio 1975  |                 |
| 4  | They All Sound Simple at First |                 | 27 gennaio 1975  |                 |
| 5  | The Fall Guy                   |                 | 3 febbraio 1975  |                 |
| 6  | What's to Become of Us?        |                 | 10 febbraio 1975 |                 |
| 7  | Hard Times                     |                 | 17 febbraio 1975 |                 |
| 8  | No Orchids for Marker          |                 | 24 febbraio 1975 |                 |
| 9  | The Fatted Calf                |                 | 3 marzo 1975     |                 |
| 10 | Lifer                          |                 | 10 marzo 1975    |                 |
| 11 | Take No for an Answer          |                 | 17 marzo 1975    |                 |
| 12 | Fit of Conscience              |                 | 24 marzo 1975    |                 |
| 13 | Unlucky for Some               |                 | 7 aprile 1975    |                 |